# 9351 Neumayer
9351 Neumayer (1991 TH6) là một tiểu hành tinh vành đai chính được phát hiện ngày 2 tháng 10 năm 1991 bởi L. D. Schmadel và F. Borngen ở Tautenburg.